# وودویل (فلوریدا)
وودویل (به انگلیسی: Woodville) یک منطقهٔ مسکونی در ایالات متحده آمریکا است که در شهرستان لئون، فلوریدا واقع شده‌است. وودویل ۱۶٫۶ کیلومتر مربع مساحت و ۲٬۹۷۸ نفر جمعیت دارد و ۱۰ متر بالاتر از سطح دریا واقع شده‌است.